# Al-Achtal
Ghiyāth b. Ghawth b. as-Salt b. Tariqa at-Taghlibi (arabisch غياث بن غوث بن الصلت بن طارقة التغلبي, DMG Ġiyāṯ b. Ġauṯ b. aṣ-Ṣalt b. Ṭāriqa at-Taġlibī; * um 640 in al-Hira oder in Resafa), bekannt als al-Achtal, arabisch الأخطل / al-Aḫṭal („der Wortgewandte“), war ein arabischer Dichter im Syrien des 7. Jahrhunderts.
Al-Achtal gehörte von väterlicher (Taghlib) und mütterlicher Seite (Iyâd) christlichen Stämmen an. Sein Stammesgenosse Kaʿb b. Dschuʿail führte ihn am Hof des zweiten Kalifen Yazid ein. So begann die politische Aktivität al-Achtals, dessen dichterische Begabung unter Muʿāwiya gegen die Ansār eingesetzt wurde. Al-Achtal gilt zusammen mit Dscharir und al-Farazdaq als einer der besten Dichter am Hof der umayyadischen Kalifen in Damaskus während der beiden ersten Jahrhunderte des Islam. Al-Achtal starb um 710.